# Eleições parlamentares iugoslavas de 1953
As eleições parlamentares foram realizadas na Iugoslávia entre 22 e 24 de novembro de 1953.  Candidatos apoiados pela Aliança Socialista dos Trabalhadores da Iugoslávia, dominada pela LCI, ganharam todas as cadeiras.

## Antecedentes
Uma nova lei eleitoral foi adotada em setembro de 1953, introduzindo diversas reformas. Candidatos independentes poderiam se autoindicar com o apoio de uma reunião de eleitores ou 200 assinaturas, em vez de terem que ser indicados pela Aliança Socialista. Também era necessário que houvesse pelo menos dois candidatos em cada círculo eleitoral.  Pela primeira vez, foram utilizados boletins de voto em papel, com os eleitores a marcarem o seu boletim de voto em cabines fechadas. 
Os 282 deputados da Assembleia Federal incluíam 116 da Sérvia, 66 da Croácia, 48 da Bósnia e Herzegovina, 24 da Eslovénia, 21 da Macedónia e 7 de Montenegro . 

## Resultados
Com vários candidatos permitidos, as eleições tiveram algumas disputas sérias, com 14 candidatos não pertencentes à Aliança concorrendo na Macedônia, embora dois deles tenham se retirado pouco antes do dia da eleição. No entanto, os candidatos apoiados pela Aliança venceram em todas as cadeiras e foi relatado que os candidatos da Aliança receberam 95,3% dos votos, com uma participação eleitoral de 89%. Milovan Đilas recebeu a maior percentagem de votos de qualquer candidato (98,8%), com Josip Broz Tito a receber 97,7%. 
Depois de perder por uma margem estreita, o ex-diplomata Ljubo Drndić [hr] solicitou uma recontagem. No entanto, ele foi publicamente advertido e ameaçado com uma ação judicial. 